# Jollydora
Jollydora là một chi thực vật có hoa trong họ Connaraceae. Chi này được Ernest Friedrich Gilg công bố mô tả khoa học đầu tiên năm 1896 dựa theo mô tả năm 1895 (công bố đầu năm 1896) của Jean Baptiste Louis Pierre.

## Từ nguyên
Loài điển hình của chi được Baillon mô tả đầu tiên năm 1867 dưới danh pháp Connarus duparquetianus, theo tên người thu thập mẫu là R. P. Duparquet. Năm 1895 Pierre nghiên cứu loài này theo mẫu hoa do Mann thu tại Cựu Calabar (miền nam Nigeria) và mẫu quả do Jolly thu tại Gabon và đi tới kết luận rằng nó cần được đặt trong chi mới. Ông gọi nó là Jollydora, nghĩa là quà tặng của Jolly.

## Mô tả
Cây gỗ nhỏ, thường xanh, thường không phân cành, cao đến 8 m, thể hiện mô hình kiến trúc Corner (cây không phân cành, cụm hoa ở bên); các phần non có lông tơ hay lông măng xoăn, màu ánh đỏ tới nâu nhạt. Cuống lá hơi dày lên tại gốc cuống, thường ngắn hơn trục chính của lá. Lá thường là kép lông chim lẻ, đôi khi kép lông chim chẵn, chủ yếu tạo thành tán gần đỉnh; lá chét 5-11, từ mọc đối đến so le, từ hình elip đến hình trứng ngược hay thuôn dài, đáy hình nêm, đỉnh nhọn dài, cuống lá chét ngắn, hơi dày lên. Cụm hoa là cành hoa gồm 1-7 hoa cụm lại trên các đoạn già, hiếm khi ở nách lá; cuống hoa có khớp, với 1 lá bắc nhỏ và 2 lá bắc con mọc đối, kiểu hoa mọc từ thân cây. Hoa ba vòi nhụy dị hình, mẫu 5. Lá đài 5, rời, xếp lợp, không đều, với 2 lá vòng ngoài nhỏ hơn. Cánh hoa 5, rời hoặc hơi dính, xếp lợp. Nhị hoa 10, hợp sinh tại gốc thành hình chén rõ nét nhiều hay ít, che phủ một phần bầu nhụy; chỉ nhị nhẵn nhụi. Lá noãn 1; bầu nhụy hình elipxoit, có lông tơ; noãn đính gần đáy; vòi nhụy nhẵn nhụi nhiều hay ít; đầu nhụy thường đơn hay hơi xẻ thùy. Quả 1 hoặc 2 hạt, không nứt, hình từ trứng ngược-elipxoit đến gần tròn, có cuống ngắn; vỏ quả ngoài bóng, nhẵn nhụi hoặc hầu như nhẵn. Hạt 1 hoặc 2 mỗi quả; vỏ hạt gần như mọng thịt hoàn toàn; nội nhũ không; lá mầm dày và gần giống như sừng, rễ mầm nhỏ ở đỉnh.

## Phân bố
Các loài trong chi này phân bố trong khu vực Angola (tỉnh Cabinda), Cameroon, Congo, Cộng hòa Dân chủ Congo, Gabon, Guinea Xích Đạo, Liberia, Nigeria.

## Các loài
Danh sách loài lấy theo The Plant List và Plants of the World Online:
- Jollydora armandui Jongkind, 2012:[7] Đặc hữu Liberia.
- Jollydora duparquetiana (Baill.) Pierre, 1896: Tỉnh Cabinda (Angola), Cameroon, Congo, Cộng hòa Dân chủ Congo, Gabon, Guinea Xích Đạo, nam Nigeria. Loài ít quan tâm theo đánh giá năm 2019 của IUCN.[6]
- Jollydora glandulosa G.Schellenb., 1919: Cameroon, nam Nigeria. Loài sắp nguy cấp theo đánh giá của IUCN năm 1998.[8]
- Jollydora pierrei Gilg, 1896: Đặc hữu Gabon. Loài sắp nguy cấp theo đánh giá của IUCN năm 2016.[9]